# 79 (število)
79 (devétinsédemdeset) je naravno število, za katero velja velja 79 = 78 + 1 = 80 - 1.

## V matematiki
- šesto veselo praštevilo.
- osmo srečno praštevilo.
- pri delitvi kroga s samo dvanajstimi daljicami je največje število likov, ki jih lahko dobimo, enako 79.
- četrto praštevilo, ki ni Čenovo praštevilo.
- Gaussovo praštevilo brez imaginarnega ali realnega dela oblike {\displaystyle 4n+3}.
- veselo število.

## V znanosti
- crstno število 79 ima zlato (Au).

## Drugo

### Leta
- 479 pr. n. št., 379 pr. n. št., 279 pr. n. št., 179 pr. n. št., 79 pr. n. št.
- 79, 179, 279, 379, 479, 579, 796, 797, 879, 979, 1079, 1179, 1279, 1379, 1479, 1579, 1796, 1797, 1879, 1979, 2079, 2179